# محمد بن سعيد الشنفري
محمد بن سعيد بن سالم الشنفري (26 ديسمبر 1949 - 9 أبريل 2016)، كاتب ومخرج مسرحي عماني. قيل عنه أن «أفكاره ألهمت جيلًا». قضى حياته العملية في النهوض بقضية الدراما والمسرح. حصل على العديد من الجوائز والاستعراضات الإيجابية في حياته وبعد وفاته أيضًا تقديرًا لعمله في وسائل الإعلام العربية.
كما أبرَز الحاجة إلى ترسيخ مهارات العمانيين العاملين في مجال المسرح؛ لتشجيع تنمية الأجيال القادمة من الفنانين القادرين على المضي قدمًا بالفن الدرامي في جميع أنحاء عمان. وكونه معلمًا، قام الشنفري بتنظيم دورات تدريبية عملية في جميع أنحاء البلد. وقال أنه يهدف إلى تشجيع الشباب العمانيين الموهوبين على تحقيق كامل إمكاناتهم، ولهذا الغرض فإن مشورته وخبرته متاحة مجانًا لجميع من قد يستفيدون منها. وقد ألف العديد من الأعمال المكتوبة حول المواضيع المتعلقة بالمسرح، وبعض الأعمال الشعرية غير المنشورة حتى الآن.
|  |

## حياته وتعليمه
ولد في 26 ديسمبر 1949 في مدينة صلالة التابعة لـمحافظة ظفار في سلطنة عمان، حيث نشأ مع شقيقيه أحمد وعبد الله. ووالده هو الشيخ سعيد بن أسلم محمد الشنفري، ووالدته هي سعيدة بنت عبد العزيز الرواس والتي توفيت عندما كان صغيرًا فالسن. كان تعليمه الأول من معلمين في المنزل، فدرس في مدرسة السعيدية في صلالة عندما كان في العاشرة من عمره. وعندما بلغ الثانية عشرة، غادر عمان وذهب إلى مدرسة شركة نفط إنجليزية ذات مقررات دراسية إنجليزية في أبو ظبي وتخرج منها.
حصل على ماجستير في الإدارة المسرحية من جامعة صوفيا في بلغاريا عام 1974، ونال على دبلوم عالي في الدراسات المسرحية في جامعة كارديف في المملكة المتحدة عام 1978، بالإضافة إلى دبلوم عالي في علوم التلفزيون من جامعة سيراكيوز في نيويورك في الولايات المتحدة، عام 1980.

## حياته المهنية
بدأ محمد الشنفري حياته المهنية في سلطنة عمان عام 1975 عندما أصبح رئيسًا لقسم المسرح في وزارة الإعلام والثقافة، والتي كانت مسؤولة عن تطوير الدراما الشبابية. وأنشأ أول فرقة مسرحية وطنية رسمية في عمان والتي تُعرف اليوم بمسرح الشباب. كما قدم العديد من الدورات التدريبية في مجال الفنون المسرحية بهدف تحسين مهارات الشباب العمانيين في مسرح الشباب في جميع أنحاء عمان لإعدادهم لدور أفضل في مجال المسرح والثقافة بشكل عام. واستمر في العمل في الوزارة حتى عام 1978، عندما عُيّن مديرًا للبرامج المحلية ومديرًا لكتابة المسرحية في تلفزيون سلطنة عمان، حيث قام بإعداد وتوجيه أعمال دراما للتلفزيون العماني، وهو المنصب الذي شغله حتى عام 1981. وعمل مديرًا لمسرح شباب عمان من 1981 إلى 1992. وعمل أخصائيًا في الفنون في مكتب نائب المدير العام للجمعية العامة لأنشطة الشباب الرياضية والثقافية من عام 1992 إلى 1995. وفي عامي 1995 و1996، كان متخصصًا في الفنون في مكتب رئيس الجمعية العامة، ورئيس أنشطة الشباب الرياضية والثقافية حتى تقاعده في الأول من ديسمبر 1996.
كانت له مشاركات خارجية تمثلت في مشاركته في المهرجان التلفزيوني الخليجي الأول بالكويت عام 1979. شارك في مهرجان «كان» الدولي بفرنسا عام 1981 ممثلاً للسلطنة التي مثلها في العام نفسه أيضًا في مهرجان الفيلم العربي الإفريقي بمقديشو. إضافة إلى ذلك، كان الشنفري عضوًا في اللجنة الثقافية التابعة للأمين العام لمجلس التعاون لدول الخليج العربية. كما شارك في مهرجان المسرح الأول في الخليج في الكويت عام 1988.
قدم الشنفري مساهمة كبيرة للحركة الثقافية لعمان، ففي عام 1976 أنتج وأخرج مسرحية «أغنية الموت» من إخراج توفيق الحكيم للمسرح والتلفزيون. وأخرج «عائلة النوخذة» لمسرح الشباب الوطني العماني عام 1980. وفي عام 1983 في فندق انتركونتيننتال في مسقط تحديدًا، أنتج الشنفري «الراية» والذي أخرجه مصطفى حشيش، كما أنتج وأخرج مسرحية «الطير المهاجر» وكلاهما من عمل منصور مكاوي. وفي عام 1984 أنتج مسرحية «البئر» لـمنصور مكاوي. كما أنتج وأخرج مسرحية «المهر» لـمنصور مكاوي عام 1985 في قاعة وزارة التراث والثقافة في مسقط. وفي عام 1986، أنتج وأخرج «الغريب» لـمنصور مكاوي في قاعة فندق قصر البستان، مسقط. كما كتب وأخرج «الفأر» و«مليونير بالوهم» في عامي عام 1987 و1988. وأنتج وأخرج التمثيلية الموسيقية «الفارس» لـمنصور مكاوي في قاعة فندق قصر البستان، مسقط عام 1988. وفي عام 1994 قام بإنتاج وإخراج فيلم «جدتنا العزيزة أهلاً» من إخراج عبد الكريم بن علي جواد، في قاعة الكلية التقنية، مسقط. وأخرج عام 1995 الأوبريت الوطني «اليوبيل الفضي» للدكتور عبد الله العتيبي، في قاعة فندق قصر البستان، مسقط.
كما بدأ أول مسرح على الهواء الطلق في عمان للمهرجان الوطني الخامس عام 1975 في صلالة، عمان. وقام بإعداد «أمسية غالا» في مسرح سينما النجوم في مسقط خلال احتفالات العيد الوطني عام 1976، و«أمسية غالا» ليوم الجيش في المنصورة في 1976. كما قام بإعداد الحفل الليلي في الهواء الطلق خلال بطولة دول الخليج لكرة القدم في مسقط عام 1984. ووجد الموقع للمهرجان الأول لمسرح الشباب على المستوى الوطني في عمان وطوره في عام 1990. وكان رئيس اللجنة الوطنية للاختصاص الفني في مجالات المسرح والموسيقى والغناء والرقص، ورئيس لجنة عمان لتقييم النصوص في المسرح حتى تقاعده في ديسمبر 1996.

## الجوائز والترشيحات
- الميدالية الذهبية لرواد الحركة المسرحية في دول الخليج في المهرجان المسرحي الأول لدول مجلس التعاون الخليجي بالكويت عام 1988.[3]
- شهادة تقدير من الأمانة العامة لدول الخليج، الكويت، 1988.[3]
- الميدالية الذهبية وشهادة تقدير من اللجنة العليا للاحتفالات الوطنية بالسلطنة 1990.[3]

- الميدالية الذهبية الثانية وشهادة تقدير اللجنة العليا للاحتفالات الوطنية بالسلطنة 1993.[3]
- الميدالية الذهبية في المهرجان المسرحي الأول لدول مجلس التعاون الخليجي، الكويت، عام 1988ميدالية المسرح الخاصة التي حصل عليها خلال الحلقة الدراسية الأولى لموظفي المسرح الخاص - أبريل 2000 إلى مايو 2000.
- ميدالية تقديرًا لدوره في تأسيس وتفعيل الحركة المسرحية العربية من مهرجان 12 دولة خليجية للمسرح الذي أقيم في صلالة، عمان، 2012.
- جائزة الإنجاز مدى الحياة لجمعية الفنانين العرب في نوفمبر 2016 (بعد وفاته).
- جمعية عمان للمسرح بمناسبة اليوم الدولي للمسرح في مارس 2017 (بعد وفاته).[19]

## الثبت المرجعي
«الفأر» التي نشرتها وزارة التعليم (عمان)، 1987.
«مليونير بالوهم» التي نشرتها وزارة التعليم (عمان)، 1988.

## أفلامه
قام الشنفري بإعداد مسرحية «أغنية الموت» للكاتب العربي توفيق الحكيم عام 1976، كما قام بنفس العام بإعداد مسلسل «الزجاج المكسور» وإخراجه، وكانت هذه أول دراما تعرض على التلفزيون العماني وتشارك في مهرجان الخليج الأول في الكويت، فحصلت المسلسل على شهادة تقدير.
وقدم للتلفزيون العماني في عام 1977 مسرحية «عائلة النوخذة» التي كانت مبنية على مسرحية «عائلة الدوغري» للكاتب العربي نعمان عاشور. وبين عامي 1976 و1981، قام بإعداد العديد من الأعمال للتلفزيون العماني والمشاركة فيها، بما في ذلك المقابلات ومجموعة متنوعة من البرامج الأخرى.

## أعماله المسرحية
- «أغنية الموت» 1976[17]
- «أسرة صياد سمك» 1981[17]

- «الوطن» 1982[17]
- «الراية» 1983[17]
- «الطير المهاجر» 1983[15][17]
- «البئر» 1984[15][17]
- «المهر» 1985[3][15]"جدتنا العزيزة أهلاً"
- «الغريب» 1986[3]
- «الفأر» 1987[3]
- «مليونير بالوهم» 1988[3]
- «الفارس» 1988[3]
- «جدتنا العزيزة أهلاً» 1994[3]
- «اليوبيل الفضي» 1995[3]"اليوبيل الفضي"